# Salzburgkreis
Der Salzburgkreis (nach der Kreishauptstadt Salzburg bzw. nach dem älteren Namen manchmal auch Salzburger Kreis bzw. Salzachkreis genannt) war einer der Kreise des Erzherzogtums Österreich ob der Enns (Oberösterreich) im Kaisertum Österreich, und umfasste das heutige Bundesland Salzburg (die Grenzziehung entlang der zuerst unregulierten, später regulierten Salzach hat sich nur sehr kleinflächig geändert), also große Teile des ehemaligen Erzstifts Salzburg.

## Österreichische Geschichte (1816–1849)
Das in den Napoleonischen Kriegen von den Franzosen besetzte, und an Bayern im Pariser Vertrag übergebene Herzogtum Salzburg gehörte von 1806 bis 1810 zum königlich bayerischen Salzachkreis.
Der nach dem Pariser Frieden von 1814 und der endgültigen Niederlage Napoleons 1816 mit dem Vertrag von München an die Habsburgermonarchie gefallene Teil des Salzachkreises wurde nicht eigenständig wiederhergestellt, obschon die Herzogswürde wieder an Franz I. überging:
Nach dem Wiener Kongress wurde das Gebiet des Herzogtums 1816 als Salzachkreis (vereinzelt nach der Kreishauptstadt auch als Kreis Salzburg bezeichnet) dem Kronland Erzherzogtum Österreich ob der Enns angeschlossen, und das im Friede von Teschen dazugenommene Innviertel als Innkreis wiederhergestellt. So bildete es – neben den vier Kreisen Innkreis, Hausruckkreis (Hausruckviertel), Traunkreis (Traunviertel) und Mühlkreis (Mühl- und Machlandviertel), für über drei Jahrzehnte den fünften Kreis. Die bisher immer zu Salzburg gehörenden westlichen Teile Salzburgs, das Pfleggericht Mühldorf sowie der Rupertiwinkel (mit den Pfleggerichten Waging, Tittmoning, Laufen, Staufenegg und Teisendorf) sowie die ehemalige Fürstpropstei Berchtesgaden blieben bei Bayern, der Raum Zillertal und Windischmatrei (Matrei in Osttirol) wurden an das Kronland Tirol angegliedert.
Aus dem Oberennsischen Salzburgerkreis bildete man 1848/49 (Kaiserliche Entschließung vom 26. Juni 1849) das Kronland Salzburg.
Am 1. Jänner 1850 wurde dieser Teil als ein selbstständiges österreichisches Kronland, im Rang eines Herzogtums wie seit 1806 wiedereingesetzt, und erhielt einen eigenen Landeshauptmann eine Statthalterei und eine eigene Vertretung und Verwaltung.

### Kreishauptleute
Kreishauptleute des Salzachkreises waren:
- 1816–1825: Karl Graf Welsperg-Raitenau (1. März 1779, Tirol – 12. Oktober 1873, Purkersdorf, Niederösterreich)
- 1825–1831: Johann Nepomuk Freiherr Stiebar (* 1791, Linz)
- 1831–1838: Albert Graf Montecuccoli (30. Juni 1802, Mitterau, (Niederösterreich) – 19. Oktober 1852, Wien)
- 1838: Franz Graf Mercandiu
- 1838–1840: Leopold Friedrich zu Stolberg-Stolberg (24. Februar 1799, Eutin – 9. August 1840, Morzg)
- 1840–1849: Gustav Ignaz Graf Chorinsky (27. Januar 1806 – 15. Oktober 1873, Wien)

### Obderennsische Bezirksgerichte
Abtenau (Lammertal), Gastein (Gasteinertal), Hallein (Tennengau), Mattsee (westl. Salzburger Seenland), Mittersill (Oberpinzgau), Neumarkt (östl. Salzburger Seenland), Oberndorf (Reste des Rupertiwinkel), Radstadt (Ennspongau), Saalfelden (Saalachpinzgau), St. Gilgen (Salzburger Wolfgangland), St. Johann (Oberer Salzachpongau), Tamsweg (Lungau), Taxenbach (Unterpinzgau), Thalgau (heutiges westliches Salzkammergut), Werfen (Unterer Salzachpongau), Zell am See (Mitterpinzgau).